# Tre dage ved Panne 2013
Tre dage ved Panne 2013 er et belgisk etapecykelløb på den UCI Europa Tour 2013. 

## Teams
23 hold var inviteret til at deltage: 10 UCI ProTeams, 11 UCI Professional Continental Teams og 2 UCI Continental Teams.
| UCI ProTeams - Omega Pharma-Quick Step - Cannondale - Lotto-Belisol - Orica-GreenEDGE - Astana Pro Team - Vacansoleil-DCM - Argos-Shimano - Team Katusha - Lampre-Merida - FDJ | UCI Professional Continental Teams - Europcar - Vini Fantini-Selle Italia - Bardiani Valvole-CSF Inox - Champion System - Topsport Vlaanderen-Baloise - Team NetApp-Endura - UnitedHealthcare - Skabelon:Cykelholddata CRE - RusVelo - MTN Qhubeka - Accent Jobs-Wanty | UCI Continental Teams - Team 3M - Skabelon:Cykelholddata SKT |

## Race overview
| Etape | Dato      | Rute                               | Distance | Type | Type               | Vinder                   |
| ----- | --------- | ---------------------------------- | -------- | ---- | ------------------ | ------------------------ |
| 1     | 26. Marts | Middelkerke til Zottegem           | 197.3 km |      | Intermediate stage | Peter Sagan (SVK)        |
| 2     | 27. Marts | Oudenaarde til Koksijde            | 208.9 km |      | Flad etape         | Mark Cavendish (GBR)     |
| 3a    | 28. Marts | De Panne til De Panne              | 109.7 km |      | Flad etape         | Alexander Kristoff (NOR) |
| 3b    | 28. Marts | De Panne til Koksijde til De Panne | 14.75 km |      | Enkeltstart        | Sylvain Chavanel (FRA)   |